# Đàm Sâm
Đàm Sâm (Chữ Hán: 譚森) là người xã Sa Kệ, huyện Văn Lãng, phủ Tam Đới (Tam Đái) (nay thuộc thôn Sa Kệ, xã Văn Lăng, huyện Đồng Hỷ, tỉnh Thái Nguyên).

## Thông tin
Ông đỗ đệ Tam giáp Đồng tiến sĩ xuất thân khoa Tân Mùi (1511) niên hiệu Hồng Thuận thứ 3 đời vua Lê Tương Dực. Đàm Sâm làm quan đến chức Thượng thư. Tên của ông được khắc vào bia Tiến sĩ ở Văn Miếu Quốc Tử Giám tại Hà Nội.